# Floral art

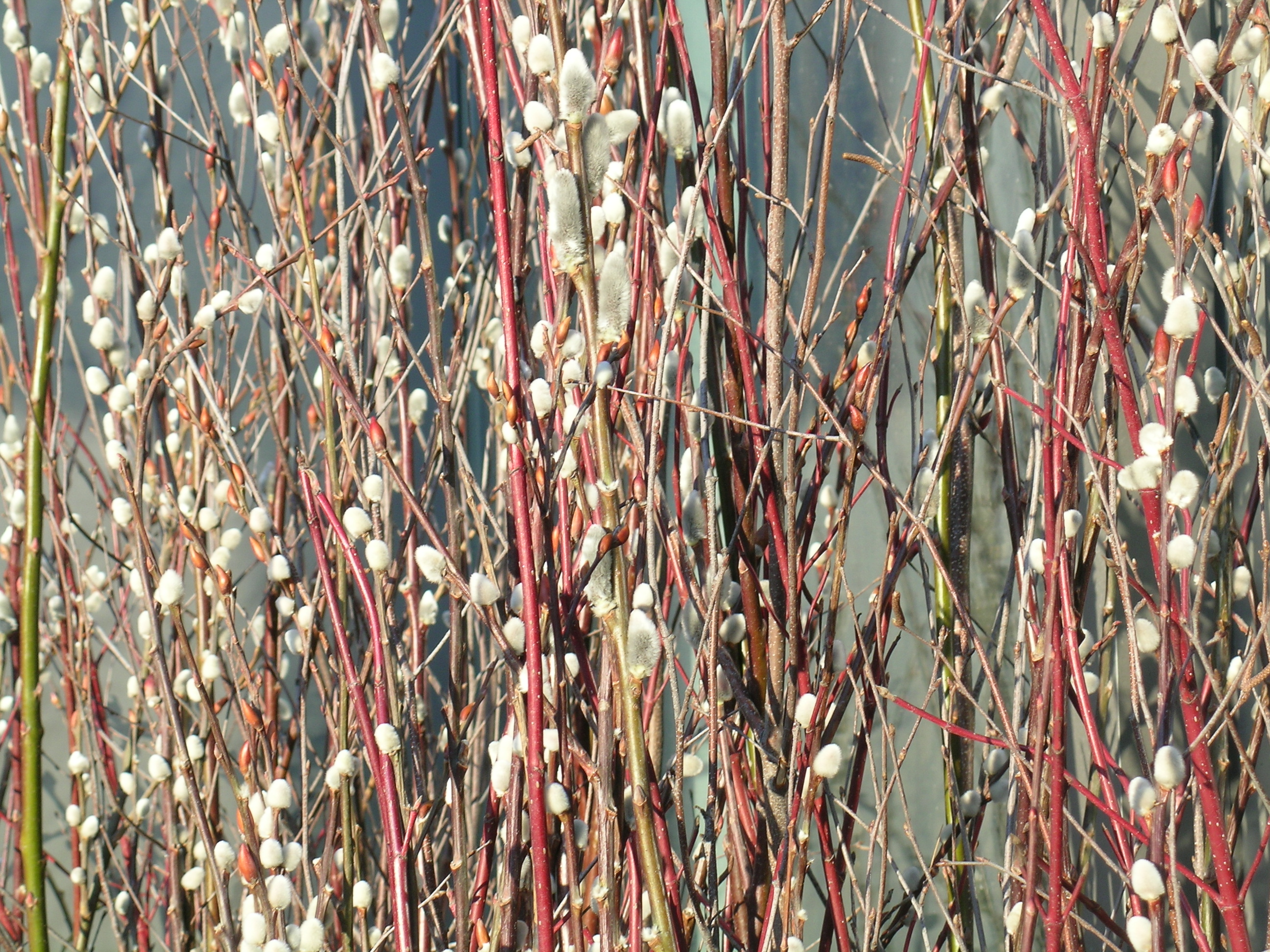
Salix discolor använd i ett blomsterarrangemang utanför ett hotell i Boston i USA.

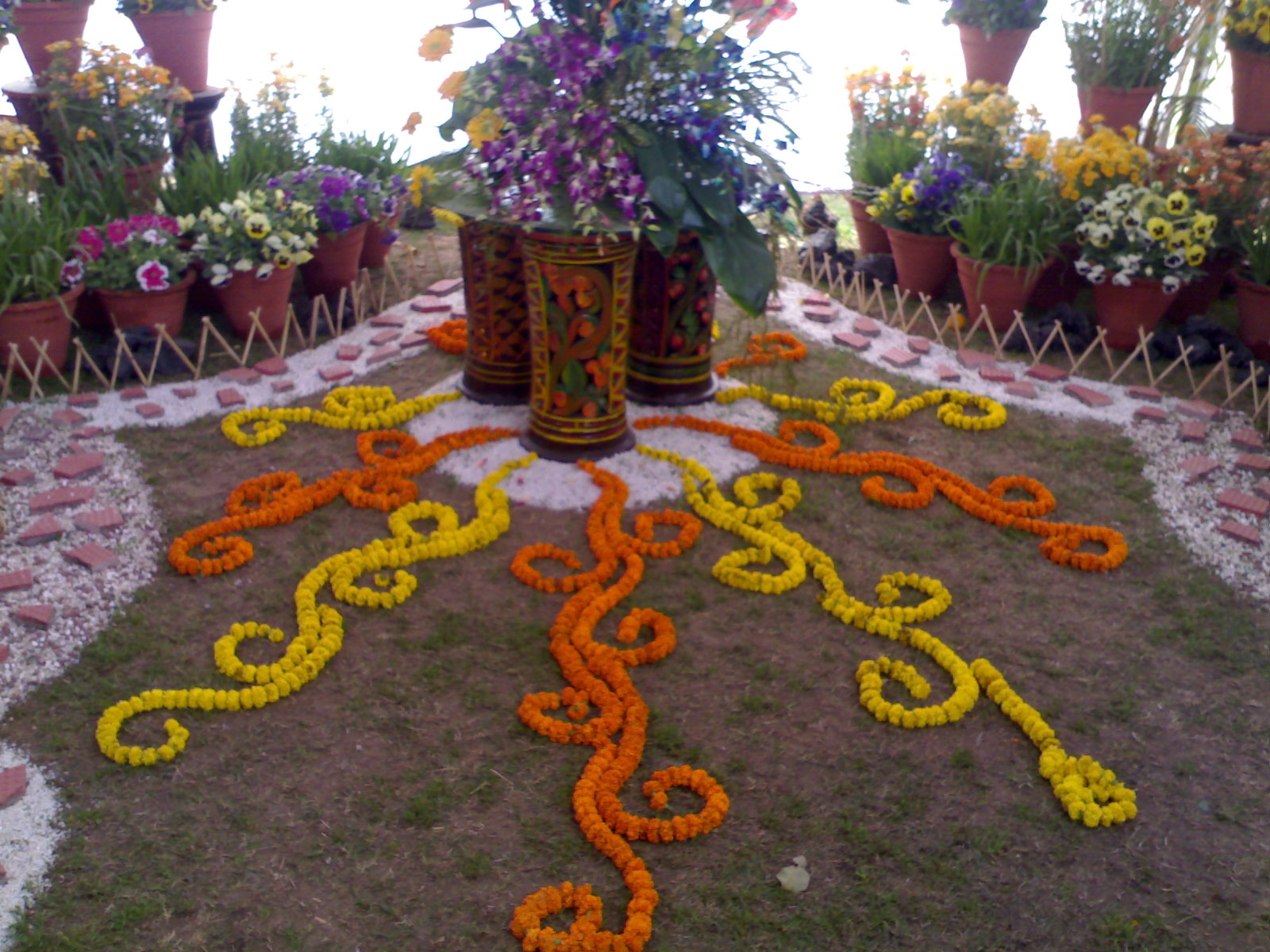
Floral art vid en tävling vid rosfestivalen i Chandigarh i Indien.

Floral art[källa behövs] är en konstart där man använder växtmaterial och blommor för att skapa tilltalande och balanserade kompositioner. Bevis på förfinad floristisk verksamhet har hittats långt tillbaka i tiden i det forntida Egypten.